# Nicolas Louis
Nicolas Louis (Gueux, 1808 - ?) fou un violinista i compositor francès. Entre les seves produccions hi figuren les obres teatrals: Un duel à Valence (estrenada a Lió el 1844); Marie-Thérèse (Lió, 1847); Les deux sergents (Reims, 1850); Le vendéen, Les deux Balcons, Brelan de dames...